# 科加雷姆航空9268号班机空难
科加雷姆航空9268号班机空难，发生于2015年10月31日，该班机原计划由埃及沙姆沙伊赫飞往俄罗斯圣彼得堡，在起飞23分钟后从雷达显示屏上消失，后经证实在西奈半岛中部的阿里什坠毁。机上217名乘客和7名机组人员全部遇难。此次空难也成为俄罗斯史上死亡人数最多的空难，亦为空中客车A321第八次空难。
飞机墜毀後不久黑匣子已经找到。事发之后，伊斯兰国西奈省宣称击落飞机，但起初遭到俄埃官方否认。然而，美方追查其間諜衛星的紅外線影像，西奈上空出現一次熱閃光，推斷可能是爆炸所致，不久後製造方法國經檢查殘骸後也認為是機內的外力導致事故。而埃及方面隨後則對此回應稱是恐怖襲擊的機率很高，但未有馬上定論。直到2015年11月17日，俄罗斯联邦安全部门正式证实客机上载有爆炸装置，埃及总统塞西也于2016年2月24日宣布此事件为恐怖袭击事件，惟主使及动机至今仍未调查清楚。

## 涉事客机
涉事客机是一架隶属于俄罗斯科加雷姆航空、机龄为18年的空中客车A321-231型客机，1997年5月9日首飞，使用两台国际航空发动机V2500发动机，此前曾由黎巴嫩中东航空和土耳其奥恩尔航空运营。该飞机为全经济舱配置，可载220人以上。

## 事發經過

航班行驶轨迹

該次航班於格林威治時間3時51分從埃及沙姆沙伊赫機場起飛，約4時12分許飛機開始失控並急速下墜。根據即時航班資訊網站「Flightradar24」的資訊，飛機下降速率高達6000英尺（約1828米）/分鐘，在有記錄的最後21秒內下降了約5000英尺（約1524米），併發生失速。4時14分，也就是起飛23分鐘後，飛機從雷達中消失。埃及沙姆沙伊赫機場方面稱，失事客機機長在飛機起飛後不久曾與地面聯絡，通報飛機有技術故障，請求改變航線，在開羅降落，亦曾嘗試緊急迫降至埃及阿里什機場，但是沒能成功，最終在其50公里外墜毀。

## 机上乘客
根据埃及政府及白俄罗斯驻埃及大使馆提供的消息，机上有三名乌克兰人和一名白俄罗斯人。除此之外，机上乘客全部为俄罗斯人。乘客中有138名成年女性，62名成年男性，此外还有17名儿童。
| 乘客國籍 | 乘客國籍 | 乘客國籍 | 乘客國籍 |
| 國籍     | 乘客     | 機組     | 總計     |
| -------- | -------- | -------- | -------- |
| 俄羅斯   | 212      | 7        | 219      |
| 乌克兰   | 4        | 0        | 4        |
| 白俄羅斯 | 1        | 0        | 1        |
| 總計     | 217      | 7        | 224      |

## 调查
被任命调查此次事故的al-Muqaddam称，飞行员已与民航部门联系并申请降落在最近的机场。他认为飞机可能是在试图迫降在北西奈的机场时坠毁。据埃及安全部门称，虽然北西奈的叛乱一直在进行，但是没有任何证据证明飞机被击落。
俄罗斯调查员怀疑航空公司与旅行代理公司有关联，埃及外交部长承诺将与俄罗斯调查人员密切合作以找到造成此次事故的原因。涉事飞机在起飞前已顺利完成检查。专家将观看监控设备。

## 反应
- 埃及：埃及总理谢里夫·伊斯梅尔证实飞机已坠毁。并在得知此消息后取消了会议前往坠机现场[22]。埃及北西奈省宣布进入紧急状态[29]。
- 俄羅斯：俄罗斯总统普京向遇难者表示哀悼，宣布成立调查委员会调查此次空难[30]，并宣布2015年11月1日为全国哀悼日，以悼念此次空难的遇难者[31]。而在俄方证实客机因恐怖袭击坠毁后，普京表示，制造此次客机空难的恐怖分子，无论在世界哪个角落，俄都将把他找到，并予以惩罚[12]。
- 伊斯兰国：伊斯兰国声称其在当地的部队击落了此架飞机[32]，但被专家质疑[33]。
- 英国：外相夏文達宣布暫停所有英國來往沙姆沙伊赫國際機場的航班。[34]
- 汉莎航空、法国航空、阿联酋航空和俄罗斯航空在事后宣布所有途径西奈的航线将绕道，因为“空难发生的原因仍不明”。[35][36][37]

## 影响
从10月到次年4月前往埃及的游客中，三分之一为俄罗斯人，而他们多数前往西奈。所以此次事故非常打击自2011年埃及革命以来已经出现明显下滑的旅游业。